# Габріель Пікон Гонсалес
Габріель Пікон Гонсалес (ісп. Gabriel Picón González; 18 березня 1799 —17 грудня 1866) — офіцер часів Війни за незалежність Венесуели.

## Біографічні дані
У чотирнадцятирічному віці він приєднався до Визвольної армії в захоплюючій кампанії. Брав участь у битвах при Нікітао (1813) і Лос Хорконесі (1813), де дістав серйозне поранення осколком у ногу.
Після цього Симон Болівар написав батькові Пікона Гонсалеса, називаючи його: «молодим героєм, який хоробро пролив кров на полі бою».
Пізніше Пікон Гонсалес був губернатором провінції Меріда, та спорудив у столиці штату колонну на честь Симона Болівара у грудні 1842 року.